# Полтавскаја
Полтавскаја (рус. Полтавская) насељено је место руралног типа (станица) на југозападу европског дела Руске Федерације. Налази се у западном делу Краснодарске покрајине и административно припада њеном Красноармејском рејону чији је уједно и административни центар.
Према подацима националне статистичке службе РФ за 2010, станица је имала 26.490 становника и девето је по величини село на тлу Русије.

## Географија
Станица Полтавскаја се налази у западном делу Краснодарске покрајине, односно на југу Кубањско-приазовске степе на надморској висини од око 6 метара. Село се налази на свега 12 км североисточно од Славјанска на Кубану, односно на око 65 км северозападно од покрајинског административног центра Краснодара. Станица је са свих страна окружена поплављеним пољима на којима се узгаја пиринач.
Кроз насеље пролази деоница железничке пруге Кримск−Тимашјовск.

## Историја
Село Полтавско основано је 1794. као једно од првих 40 насеља основаних од стране црноморских Козака на подручју Кубања, а име је добило по граду Полтави одакле су досељеници дошли. Садашње име и статус добија 1932. године. Совјетске власти су због одбијања локалног становништва да сарађује са новим државнм властима, цело село прогласили издајничким и окружили га са свих страна. Блокада је за последицу имала неколико хиљада умрлих од глади, а преостали преживели, њих око 9.000 депортовано је на Урал. Уместо њих досељени су демобилисани припадници Црвене армије из централних делова Русије и из Белорусије. Заједно са новим становницима станица добија и ново име − Красноармејскаја (рус. Красноармейская; срп. Црвеноармијска). Изворно име насељу враћено је тек 1994. године.

## Демографија
Према подацима са пописа становништва 2010. у селу је живело 26.490 становника.
| 1959.  | 1970.  | 1979.  | 1989.  | 2002.  | 2010.  |
| ------ | ------ | ------ | ------ | ------ | ------ |
| 13.594 | 18.269 | 21.785 | 23.788 | 28.639 | 26.490 |